# Charles S. Whitman
Charles Seymour Whitman, född 29 september 1868, död 29 mars 1947, var en amerikansk republikansk politiker. Han var guvernör i New York från januari 1915 till december 1918.
Whitman arbetade som distriktsåklagare för Manhattan. Han blev känd för fallet mot polisen Charles Becker som åtalades för mord. Becker avrättades 1915.
Efter två mandatperioder som guvernör förlorade Whitman i 1918 års guvernörsval mot demokraten Al Smith.